# Shimamura Takuya
Takuya Shimamura (sinh ngày 6 tháng 3 năm 1999) là một cầu thủ bóng đá người Nhật Bản.

## Sự nghiệp câu lạc bộ
Takuya Shimamura đã từng chơi cho Kyoto Sanga FC.